# Clustril (kráter)

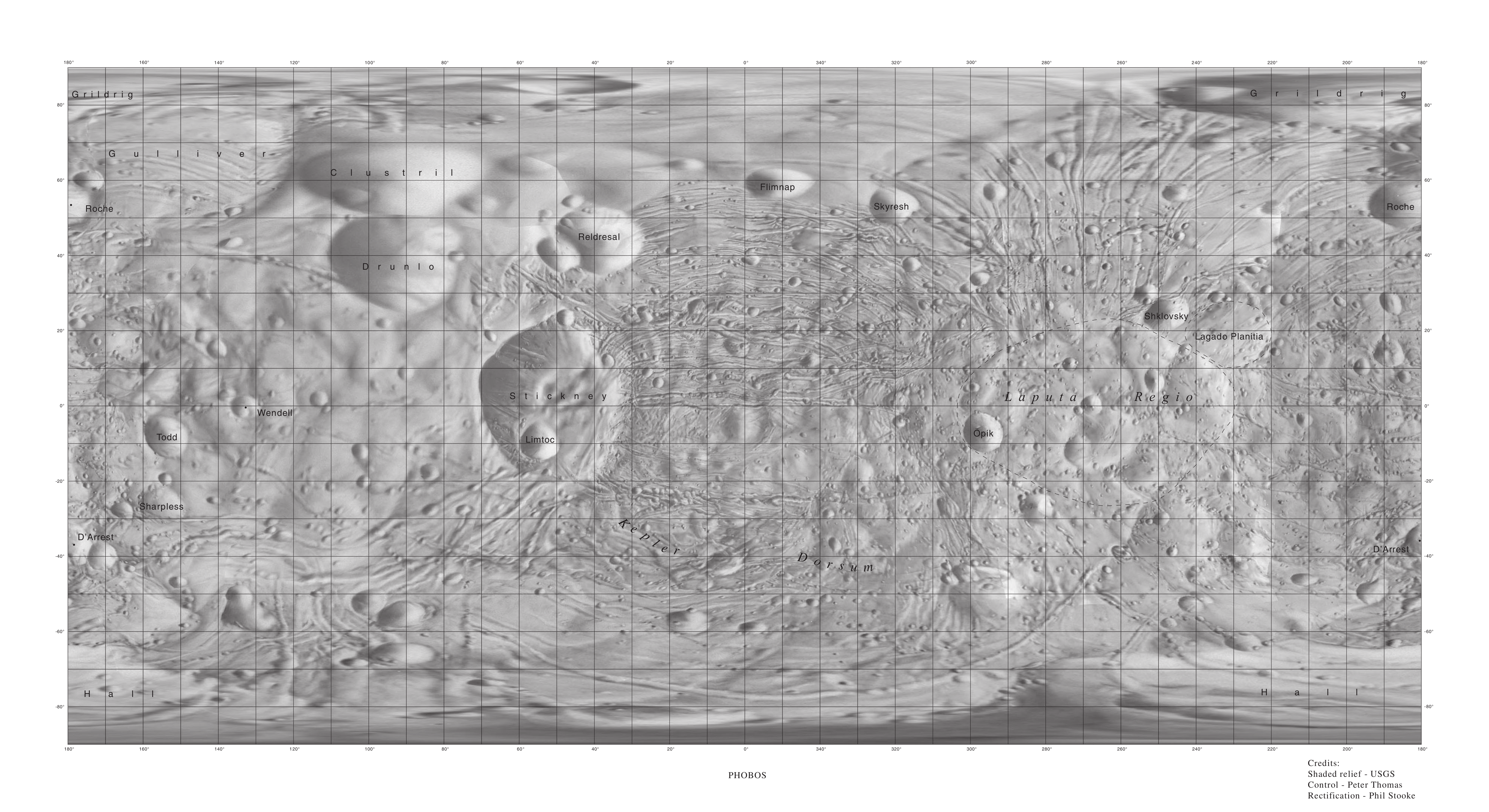
Kráter Clustril na mapě Phobosu.

Clustril je impaktní kráter na Phobosu, měsíci planety Mars. Jeho střední souřadnice činí 60° severní šířky a 91° západní délky, má průměr 3,4 kilometru a hloubku 0,7 km. Je pojmenován Mezinárodní astronomickou unií po literární postavě z díla Gulliverovy cesty od Jonathana Swifta, který v něm předvídal existenci měsíců Marsu.
Jižně leží v těsné blízkosti kráter Drunlo, jihovýchodně Reldresal.